# Masayoshi Haneda
Masayoshi Haneda (jap. 羽田昌義 Haneda Masayoshi, 13 de noviembre de 1976 en Chiyoda, Prefectura de Tokio) es un actor de cine y teatro japonés.

## Vida y carrera
Masayoshi Haneda decidió desde temprana edad seguir una carrera como actor. Desde 1999 hasta 2000, asistió al United Performers' Studio en Tokio, donde participó en numerosas obras teatrales, dirigidas por artistas como Yoko Narahashi. Después de graduarse, continuó participando en talleres de actuación, incluyendo algunos en Nueva York. En 2003, fue contratado como actor de acrobacias en la película The Last Samurai. Haneda ha aparecido en películas como When the Last Sword Is Drawn (2003), Oh! My Zombie Mermaid (2004), Marebito (2004), Godzilla: Final Wars (2004) y Memories of Matsuko (2006). Su debut internacional comenzó en julio de 2006 con la película independiente franco-germano-india Valley of Flowers. En 2008, Haneda apareció en un papel en la película estadounidense-japonesa The Ramen Girl. En 2012, Haneda tuvo un papel de apoyo como conductor e intérprete del personaje de Matthew Fox en Emperor. Esto fue seguido por un papel interpretando a un samurái en 47 Ronin en 2013. En 2014, interpretó a un soldado en Edge of Tomorrow.

## Filmographie sélective
- 2003: The Last Samurai : stunt performer: Corps de bataille
- 2004 : Godzilla: Final Wars : Exécuteur (non crédité)
- 2006 : Memories of Matsuko : Garde de sécurité
- 2006 : Valley of Flowers : Garde de sécurité
- 2008 : The Ramen Girl : Yuki (comme Masayoshi Haneda)
- 2009 : Môhitotsu no yanagawa-gumi mukuge no hana (Vidéo)
- 2011 : Deadball
- 2012 : Crimes de guerre (film) : Takahashi
- 2013 : 47 Ronin : Yasuno
- 2014 : Edge of Tomorrow : Takeda
- 2014 : Gunshi Kanbee : Ujinao Hojo (2 épisodes)
- 2015 : Marco Polo  : Son of Subutai(Téléfilm)
- 2018 : Colette : Baptiste (non crédité)
- 2018 : Westworld : Tanaka (2 épisodes. Saison 2 Épisode 5 : Akane No Mai, Épisode 6 : Phase Space)
- 2020 : Minamata : Exécuteur
- 2021 : Age of Samurai: Battle for Japan : Nobunaga Oda (3 épisodes)
- 2022 : Tokyo Vice : Kume (5 épisodes)
- 2024 : Ride Out : Kuratomo